# Esgrima nos Jogos Europeus de 2015 - Florete individual feminino
A competição do florete individual feminino foi um dos eventos da esgrima nos Jogos Europeus de 2015, em Baku, no Azerbaijão. Foi disputada no Baku Crystal Hall no dia 25 de junho.

## Calendário
Horário de verão do Azerbaijão (UTC+5).
| Data        | Horário | Fase             |
| ----------- | ------- | ---------------- |
| 24 de junho | 10:30   | Primeira fase    |
| 24 de junho | 14:10   | Segunda fase     |
| 24 de junho | 15:30   | Oitavas de final |
| 24 de junho | 16:30   | Quartas de final |
| 24 de junho | 19:20   | Semifinal        |
| 24 de junho | 20:30   | Final            |

## Medalhistas
| Ouro   | ITA Alice Volpi                                |
| Prata  | RUS Yana Alborova                              |
| Bronze | RUS Adelina Zagidullina ITA Valentina Cipriani |

## Resultados

### Primeira fase
Os resultados da primeira fase foram os seguintes.

#### Grupo A
| Ent | Esgrimista               | Itália | Chéquia | França | Polónia | Hungria | Rússia | V | L | V/B   | PM | PS | Diff. | CG | CF |
| --- | ------------------------ | ------ | ------- | ------ | ------- | ------- | ------ | - | - | ----- | -- | -- | ----- | -- | -- |
| 13  | ITA Valentina Cipriani   |        | V       | 1      | V       | 0       | 4      | 2 | 5 | 0.400 | 15 | 20 | –5    | 5  | 23 |
| 24  | CZE Andrea Bímová        | 3      |         | V      | 3       | 3       | 2      | 1 | 5 | 0.200 | 16 | 20 | –4    | 6  | 28 |
| 14  | FRA Jéromine Mpah-Njanga | V      | 0       |        | 4       | V       | V      | 3 | 5 | 0.600 | 19 | 17 | 2     | 3  | 14 |
| 25  | POL Anna Szymczak        | 2      | V       | V      |         | 2       | V      | 3 | 5 | 0.600 | 19 | 21 | –2    | 4  | 19 |
| 36  | HUN Flóra Pásztor        | V      | V       | 4      | V       |         | 3      | 3 | 5 | 0.600 | 22 | 15 | 7     | 1  | 10 |
| 1   | RUS Adelina Zagidullina  | V      | V       | 2      | 4       | V       |        | 3 | 5 | 0.600 | 21 | 19 | 2     | 2  | 13 |

#### Grupo B
| Ent | Esgrimista                        | Hungria | Alemanha | Itália | Polónia | Rússia | Grécia | V | L | V/B   | PM | PS | Diff. | CG | CF |
| --- | --------------------------------- | ------- | -------- | ------ | ------- | ------ | ------ | - | - | ----- | -- | -- | ----- | -- | -- |
| 26  | HUN Viktória Schmél               |         | 1        | 3      | V       | 1      | 4      | 1 | 5 | 0.200 | 14 | 21 | –7    | 6  | 32 |
| 2   | GER Carolin Golubytskyi           | V       |          | V      | V       | 4      | 4      | 3 | 5 | 0.600 | 23 | 13 | 10    | 2  | 9  |
| 11  | ITA Carolina Erba                 | V       | 1        |        | 2       | V      | V      | 3 | 5 | 0.600 | 18 | 17 | 1     | 3  | 17 |
| 23  | POL Julia Walczyk                 | 1       | 1        | V      |         | 0      | V      | 2 | 5 | 0.400 | 12 | 19 | –7    | 4  | 25 |
| 12  | RUS Yana Alborova                 | V       | V        | 4      | V       |        | V      | 4 | 5 | 0.800 | 24 | 10 | 14    | 1  | 3  |
| 35  | GRE Aikaterini Kontochristopoulou | V       | V        | 0      | 2       | 0      |        | 2 | 5 | 0.400 | 12 | 23 | –11   | 5  | 26 |

#### Grupo C
| Ent | Esgrimista           | Geórgia | Reino Unido | Israel | Alemanha | França | Roménia | V | L | V/B   | PM | PS | Diff. | CG | CF |
| --- | -------------------- | ------- | ----------- | ------ | -------- | ------ | ------- | - | - | ----- | -- | -- | ----- | -- | -- |
| 27  | GEO Teona Goglidze   |         | 4           | 3      | 2        | 2      | V       | 1 | 5 | 0.200 | 16 | 23 | –7    | 6  | 31 |
| 10  | GBR Natalia Sheppard | V       |             | V4     | 1        | V      | V4      | 4 | 5 | 0.800 | 19 | 18 | 1     | 2  | 8  |
| 34  | ISR Delila Hatuel    | V       | 3           |        | V        | V      | 4       | 3 | 5 | 0.600 | 22 | 18 | 4     | 3  | 11 |
| 3   | GER Anne Sauer       | V       | V4          | 2      |          | V      | V       | 4 | 5 | 0.800 | 21 | 13 | 8     | 1  | 6  |
| 15  | FRA Julie Huin       | V       | 4           | 4      | 3        |        | 2       | 1 | 5 | 0.200 | 18 | 22 | –4    | 5  | 27 |
| 22  | ROU Maria Boldor     | 3       | 3           | V      | 2        | V      |         | 2 | 5 | 0.400 | 18 | 20 | –2    | 4  | 21 |

#### Grupo D
| Ent | Esgrimista               | Turquia | Alemanha | Croácia | França | Itália | Bélgica | V | L | V/B   | PM | PS | Diff. | CG | CF |
| --- | ------------------------ | ------- | -------- | ------- | ------ | ------ | ------- | - | - | ----- | -- | -- | ----- | -- | -- |
| 16  | TUR İrem Karamete        |         | 3        | V       | 4      | 1      | V       | 2 | 5 | 0.400 | 18 | 19 | –1    | 4  | 20 |
| 20  | GER Franziska Schmitz    | V       |          | V       | 2      | 1      | 1       | 2 | 5 | 0.400 | 14 | 20 | –6    | 5  | 24 |
| 33  | CRO Marcela Dajčić       | 3       | 2        |         | 1      | 0      | 2       | 0 | 5 | 0.000 | 8  | 25 | –17   | 6  | 36 |
| 9   | FRA Gaëlle Gebet         | V       | V        | V       |        | 3      | 2       | 3 | 5 | 0.600 | 20 | 17 | 3     | 2  | 12 |
| 4   | ITA Alice Volpi          | V       | V        | V       | V      |        | V       | 5 | 5 | 1.000 | 25 | 6  | 19    | 1  | 1  |
| 28  | BEL Delphine Groslambert | 1       | V        | V       | V      | 1      |         | 3 | 5 | 0.600 | 17 | 15 | 2     | 3  | 16 |

#### Grupo E
| Ent | Esgrimista              | França | Alemanha | Itália | Polónia | Hungria | Rússia | V | L | V/B   | PM | PS | Diff. | CG | CF |
| --- | ----------------------- | ------ | -------- | ------ | ------- | ------- | ------ | - | - | ----- | -- | -- | ----- | -- | -- |
| 29  | FRA Chloé Jubénot       |        | 4        | 2      | 3       | V       | 3      | 1 | 5 | 0.200 | 17 | 24 | –7    | 5  | 30 |
| 17  | GER Eva Hampel          | V      |          | V      | V       | V       | V      | 5 | 5 | 1.000 | 25 | 12 | 13    | 1  | 2  |
| 5   | ITA Chiara Cini         | V      | 4        |        | V       | V       | 0      | 3 | 5 | 0.600 | 19 | 20 | –1    | 3  | 18 |
| 21  | POL Natalia Gołębiowska | V      | 2        | 4      |         | 2       | 2      | 1 | 5 | 0.200 | 15 | 23 | –8    | 6  | 33 |
| 32  | HUN Dóra Lupkovics      | 4      | 2        | 4      | V       |         | 1      | 1 | 5 | 0.200 | 16 | 22 | –6    | 4  | 29 |
| 8   | RUS Anastasiia Ivanova  | V      | 0        | V      | V       | V       |        | 4 | 5 | 0.800 | 20 | 11 | 9     | 2  | 5  |

#### Grupo F
| Ent | Esgrimista            | Hungria | Eslováquia | Rússia | Ucrânia | Áustria | Polónia | V | L | V/B   | PM | PS | Diff. | CG | CF |
| --- | --------------------- | ------- | ---------- | ------ | ------- | ------- | ------- | - | - | ----- | -- | -- | ----- | -- | -- |
| 31  | HUN Fruzsina Gólya    |         | V          | 3      | V       | V       | V       | 4 | 5 | 0.800 | 23 | 10 | 13    | 1  | 4  |
| 19  | SVK Michala Cellerová | 2       |            | 2      | V       | 0       | 3       | 1 | 5 | 0.200 | 12 | 21 | –9    | 5  | 34 |
| 7   | RUS Diana Yakovleva   | V4      | V          |        | V       | 3       | V       | 4 | 5 | 0.800 | 22 | 15 | 7     | 2  | 7  |
| 6   | UKR Olga Leleyko      | 2       | 1          | 4      |         | V4      | 2       | 1 | 5 | 0.200 | 13 | 23 | –10   | 6  | 35 |
| 18  | AUT Olivia Wohlgemuth | 1       | V          | V4     | 3       |         | V       | 3 | 5 | 0.600 | 18 | 16 | 2     | 3  | 15 |
| 30  | POL Julia Chrzanowska | 1       | V          | 2      | V       | 4       |         | 2 | 5 | 0.400 | 17 | 20 | –3    | 4  | 22 |

### Fase final
Os resultados finais se deram da seguinte maneira.

#### Final
|  | Final |                   |    |
|  |       |                   |    |
|  | 1     | ITA Alice Volpi   | 15 |
|  | 3     | RUS Yana Alborova | 11 |

#### Metade superior
|  | Segunda fase | Segunda fase             | Segunda fase |  |  | Oitavas de final | Oitavas de final        | Oitavas de final        |    |   | Quartas de fnal        | Quartas de fnal | Quartas de fnal |  |  | Semifinal | Semifinal | Semifinal |
|  |              |                          |              |  |  |                  |                         |                         |    |   |                        |                 |                 |  |  |           |           |           |
|  |              |                          |              |  |  |                  |                         |                         |    |   |                        |                 |                 |  |  |           |           |           |
|  |              |                          |              |  |  | 1                | ITA Alice Volpi         | 15                      |    |   |                        |                 |                 |  |  |           |           |           |
|  | 17           | ITA Carolina Erba        | 15           |  |  | 17               | ITA Carolina Erba       | 12                      |    |   |                        |                 |                 |  |  |           |           |           |
|  | 16           | BEL Delphine Groslambert | 4            |  |  |                  |                         |                         |    | 1 | ITA Alice Volpi        | 15              |                 |  |  |           |           |           |
|  | 9            | GER Carolin Golubytskyi  | 15           |  |  |                  | 9                       | GER Carolin Golubytskyi | 5  |   |                        |                 |                 |  |  |           |           |           |
|  | 24           | GER Franziska Schmitz    | 9            |  |  | 9                | GER Carolin Golubytskyi | 13                      |    |   |                        |                 |                 |  |  |           |           |           |
|  | 25           | POL Julia Walczyk        | 7            |  |  | 8                | GBR Natalia Sheppard    | 12                      |    |   |                        |                 |                 |  |  |           |           |           |
|  | 8            | GBR Natalia Sheppard     | 13           |  |  |                  |                         |                         |    |   | 1                      | ITA Alice Volpi | 15              |  |  |           |           |           |
|  | 5            | RUS Anastasiia Ivanova   | 15           |  |  |                  | 13                      | RUS Adelina Zagidullina | 13 |   |                        |                 |                 |  |  |           |           |           |
|  | 28           | CZE Andrea Bímová        | 5            |  |  | 5                | RUS Anastasiia Ivanova  | 15                      |    |   |                        |                 |                 |  |  |           |           |           |
|  | 21           | ROU Maria Boldor         | 15           |  |  | 21               | ROU Maria Boldor        | 8                       |    |   |                        |                 |                 |  |  |           |           |           |
|  | 12           | FRA Gaëlle Gebet         | 10           |  |  |                  |                         |                         |    | 5 | RUS Anastasiia Ivanova | 9               |                 |  |  |           |           |           |
|  | 13           | RUS Adelina Zagidullina  | 15           |  |  |                  | 13                      | RUS Adelina Zagidullina | 13 |   |                        |                 |                 |  |  |           |           |           |
|  | 20           | TUR İrem Karamete        | 1            |  |  | 13               | RUS Adelina Zagidullina | 15                      |    |   |                        |                 |                 |  |  |           |           |           |
|  |              |                          |              |  |  | 4                | HUN Fruzsina Gólya      | 10                      |    |   |                        |                 |                 |  |  |           |           |           |
|  |              |                          |              |  |  |                  |                         |                         |    |   |                        |                 |                 |  |  |           |           |           |

#### Metade inferior
|  | Segunda fase | Segunda fase                      | Segunda fase |  |  | Oitavas de final | Oitavas de final         | Oitavas de final       |    |    | Quartas de fnal        | Quartas de fnal   | Quartas de fnal |  |  | Semifinal | Semifinal | Semifinal |
|  |              |                                   |              |  |  |                  |                          |                        |    |    |                        |                   |                 |  |  |           |           |           |
|  |              |                                   |              |  |  |                  |                          |                        |    |    |                        |                   |                 |  |  |           |           |           |
|  |              |                                   |              |  |  | 3                | RUS Yana Alborova        | 15                     |    |    |                        |                   |                 |  |  |           |           |           |
|  | 19           | POL Anna Szymczak                 | 9            |  |  | 14               | FRA Jéromine Mpah-Njanga | 12                     |    |    |                        |                   |                 |  |  |           |           |           |
|  | 14           | FRA Jéromine Mpah-Njanga          | 15           |  |  |                  |                          |                        |    | 3  | RUS Yana Alborova      | 15                |                 |  |  |           |           |           |
|  | 11           | ISR Delila Hatuel                 | 15           |  |  |                  | 6                        | GER Anne Sauer         | 11 |    |                        |                   |                 |  |  |           |           |           |
|  | 22           | POL Julia Chrzanowska             | 14           |  |  | 11               | ISR Delila Hatuel        | 8                      |    |    |                        |                   |                 |  |  |           |           |           |
|  | 27           | FRA Julie Huin                    | 7            |  |  | 6                | GER Anne Sauer           | 15                     |    |    |                        |                   |                 |  |  |           |           |           |
|  | 6            | GER Anne Sauer                    | 15           |  |  |                  |                          |                        |    |    | 3                      | RUS Yana Alborova | 15              |  |  |           |           |           |
|  | 7            | RUS Diana Yakovleva               | 15           |  |  |                  | 23                       | ITA Valentina Cipriani | 10 |    |                        |                   |                 |  |  |           |           |           |
|  | 26           | GRE Aikaterini Kontochristopoulou | 8            |  |  | 7                | RUS Diana Yakovleva      | 9                      |    |    |                        |                   |                 |  |  |           |           |           |
|  | 23           | ITA Valentina Cipriani            | 15           |  |  | 23               | ITA Valentina Cipriani   | 15                     |    |    |                        |                   |                 |  |  |           |           |           |
|  | 10           | HUN Flóra Pásztor                 | 9            |  |  |                  |                          |                        |    | 23 | ITA Valentina Cipriani | 15                |                 |  |  |           |           |           |
|  | 15           | AUT Olivia Wohlgemuth             | 9            |  |  |                  | 2                        | GER Eva Hampel         | 11 |    |                        |                   |                 |  |  |           |           |           |
|  | 18           | ITA Chiara Cini                   | 15           |  |  | 18               | ITA Chiara Cini          | 12                     |    |    |                        |                   |                 |  |  |           |           |           |
|  |              |                                   |              |  |  | 2                | GER Eva Hampel           | 15                     |    |    |                        |                   |                 |  |  |           |           |           |
|  |              |                                   |              |  |  |                  |                          |                        |    |    |                        |                   |                 |  |  |           |           |           |